# Simon Colosimo
Simon Colosimo (*Melbourne, Australia, 8 de enero de 1979), exfutbolista australiano, con ascendencia italiana. Jugaba de volante y su último equipo fue FC Bulleen Lions. Estuvo presente con la selección de Australia en el partido que acabó con victoria para los australianos por 31-0 contra la selección de Samoa Americana. Este partido fue récord de goles en un partido internacional oficial decretado por la FIFA para la clasificación del mundial de 2006.

## Selección nacional
Ha sido internacional con la Selección de fútbol de Australia, ha jugado 26 partidos internacionales y ha anotado 3 goles.

## Clubes
| Club                    | País       | Año         |
| ----------------------- | ---------- | ----------- |
| Carlton SC              | Australia  | 1997 - 2000 |
| South Melbourne FC      | Australia  | 2000 - 2001 |
| Manchester City FC      | Inglaterra | 2001 - 2002 |
| Royal Antwerp FC        | Bélgica    | 2001 - 2002 |
| Perth Glory             | Australia  | 2002 - 2003 |
| Parramatta Power        | Australia  | 2003 - 2004 |
| Pahang FA               | Malasia    | 2004        |
| Perth Glory             | Australia  | 2005        |
| Sivasspor               | Turquía    | 2007        |
| Perth Glory             | Australia  | 2005 - 2008 |
| Sídney FC               | Australia  | 2008 - 2010 |
| Melbourne Heart FC      | Australia  | 2010 - 2013 |
| Dempo Sports Club       | India      | 2013 - 2014 |
| Goulburn Valley Suns FC | Australia  | 2014        |
| Werribee City FC        | Australia  | 2015        |
| Dandenong Thunder SC    | Australia  | 2016 - 2017 |
| Whittlesea Ranges FC    | Australia  | 2018        |
| FC Bulleen Lions        | Australia  | 2018        |

- Datos: Q665400